# Odontophora falcifera
Odontophora falcifera är en rundmaskart som beskrevs av Ott 1972. Odontophora falcifera ingår i släktet Odontophora och familjen Axonolaimidae. Inga underarter finns listade i Catalogue of Life.